# Sandra Pierazzuoli
Sandra Pierazzuoli (Arezzo, 16 gennaio 1958) è un'ex calciatrice italiana di ruolo attaccante.

## Carriera
Dopo gli inizi nell'atletica leggera, dove a livello giovanile ottiene anche buoni risultati in ambito nazionale, nel 1972 scopre per la prima volta il calcio femminile; per qualche anno ancora si divide nella pratica delle due discipline, scegliendo infine di proseguire l'attività sportiva unicamente col pallone.
Ha giocato in Serie A con Perugia, Catania, Bologna, Lecce, Roma, Lazio, Cagliari, Oristano, Milan e Ravenna.
Ha vestito la maglia della nazionale italiana.